# Kalendarium Drzewiec
Drzewce – nazwa wsi pojawia się w dokumentach z 1380 jako Drzewcza wieś położona 4 km północny wschód od Wąwolnicy.
Wieś położona historyczne w  powiecie lubelskim parafii Wąwolnica.

## Opis granic topografia
- 1409 w działach  między braćmi przyrodnimi („uterini”): Grotowi przypada część w Drzewczy posiadana przez nich z pierwotnego dziedzictwa oraz część kupiona za pieniądze, położona po prawej stronie idąc z Drzewczy do Piotrowic, z rzeką [Podleśną] płynącą przez środek wsi, oraz część przed i za posiadłością zwaną Maciejowskie. Grot może brać ziemię z obu części wsi do stawów istniejących i w przyszłości urządzanych. Z kolei Jasicy część zakupiona w Drzewczy idąc do Piotrowic po lewej stronie oraz wieś  Boguchwałowice.

Kmiecie Jasicy i ich bydło mogą korzystać z wody w wymienionych stawach.
- 1469 wytyczono granice z Boguchwałowicami i Opatkowicami[2].

## Kalendarium wieku XV
Wieś stanowi własność szlachecką. W roku 1380 Drzewce występują w kluczu dóbr Bochotnickich.
- 1381  sąd kasztelański lubelski zaświadcza, że Wojciech z Drzewcza wraz z synowcami Leonardem, Stanisławem, Marcinem wolni są od jurysdykcji kasztelańskiej[3]. Zapisem tym posługiwać się będą w przyszłości sukcesorzy.
- 1409  Jan z Drzewczy[4]. Tenże zastawia swą część macierzystą w Drzewczy z tej strony Soczewek [„Soczewky”] Jankowi ze Strzelc za 4 grzywny[4].
- 1409-20 dziedzicem był Jasica z Drzewczy[5].
- 1409-27 występuje w zapisach Katarzyna żona Jasicy[6].
- 1420  Katarzyna z Świeprawic odstępuje  córce Święchnie swoje wiano w Drzewczy, Święchna zaś sprzedaje część w Drzewczy za 10 grzywien Marcinowi z Bronic[7]
- 1409-31 w działach Grot z Drzewczy herbu Jastrzębiec[8].
- 1409-20 w działach Wojciech[9]
- 1409-27 w działach Maciej[10]
- 1409-30 w działach Marcin[11]
- 1417-45 w działach Marcin Jardzacz, Jardzak[12].
- 1411  Adam syn Mikołaja z Drzewca zapisany na Uniwersytet Krakowski (Ind.)
- 1414-28 w działach Klemens[13].
- 1417-30 w działach Imram[14]
- 1417 tenże Imram kupuje część w Drzewczy od Dziersława z Świeprawic za 18 grzywien[15].
- 1417-29 w działach Mikołaj[16].
- 1417-9 w działach Wichna[17]
- 1418 w działach Anastazja[18].
- 1418-26 w działach Stanisław[19].
- 1418 w działach występują Abram[20] i Leonard[21].
- 1418-29 Borsza[22].
- 1421 tenże Borsza udowadnia świadkami, że nie podlega jurysdykcji kasztelańskiej[23].
- 1428-9 Świętochna Borszowa[24].
- 1418-43 Bogusław-Bogusz[25].
- 1419 w działach występuje Stefan[26].
- 1429 pojawia się w księgach ziemskich Lenczy![27] i Piotr[28].
- 1441-57 Grot Jasica[29] (wymieniony pod rokiem 1409).
- 1449 tenże z synem Wincentym na mocy przedłożonego dokumentu Piotra ze Szczekocin kasztelana lubelskiego (1375-84) wykazują, że są zwolnieni są od jurysdykcji kasztelańskiej[30]
- 1441-2 Mikołaj[31].
- 1443 ponownie Mikołaj s. Marcina Jardzaka[32].
- 1443-9 występują w działach Helena[33] Małgorzata[34] pod datą 1443 także Jan[35].
- 1443-62 występuje Piotr[36].
- 1446-77 Piotr Wyszkowic zwany Wyszek[37].
- 1443 Jakub[38].
- 1449-54 Jakub Borszyc[39]
- 1449 tenże, wraz z bratem Stanisławem, przedkłada dokument Jana Szczekockiego kasztelana lubelskiego (1410-33), na mocy którego zwolnieni są od jurysdykcji kasztelańskiej[40].
- 1449-71 Stanisław Borszyc alias Borsza[41]
- 1451 Stanisław z Drzewca alias z Witoszyna, syn Świętochny[42].
- 1446-9 w działach występuje Marcin Prusek[43].
- 1447-50 Marcin[44].
- 1448-9 podano, że Wawrzyniec syn Grzegorza zapisany był na Uniwersytet Krakowski (Ind).
- 1448-66 Wyszko[45].
- 1449-56 Imram[46]
- 1449 Maciej syn Imrama[47].
- 1449 Imram z synem Maciejem zwolnieni są od jurysdykcji kasztelana[48], w działach zapisano ponadto Dorotę żonę Macieja[49], Jachnę siostrę Imrama[50] i Zbychnę[51].
- 1449-77 w działach Wincenty syn Grota[52]
- 1449 Jan Brzuszkowic[49].
- 1451 Świętochna[53]
- 1456 Klemens[54].
- 1457 Paweł syn Grota zapisany na Uniwersytet Krakowski (Ind),
- 1461-9 tenże Paweł został bakałarzem sztuk wyzwolonych[55].
- 1458 Wichna i Dorota Coczloua![56].
- 1461 Stanisław syn Grota[57].
- 1462-74 Jakub syn Imrama[58].
- 1462-9 Jan Borsza, Borszyc[59].
- 1466 pojawia się  Jan ale nie Jan Borsza[60].
- 1462-9 Wojciech syn Imrama[61].
- 1462 Brygida córka Bogusza[62].
- 1464 Jadwiga siostra Wincentego, żona Stanisława z Osiemborowa (pow. warecki)[63].
- 1468-77 Jan Lyenczycz, Lyenczy, Lyensky z Drzewczy[64].
- 1469-74 Paweł syn Marcina Pruska[65].
- 1470 Mikołaj syn zmarłego Marcina Pruska[66].
- 1470 Jan Pruskowic (Prusek)[67].
- 1471 Jakub, Wojciech, Jan, Mikołaj, synowie zmarłego Imrama[68].
- 1470-80 Długosz podaje że dziedzicami byli Wincenty, Piotr i Paweł bakałarz herbu Jastrzębiec, oraz Jan Borsza Imramowicz herbu Nałęcz 6 folwarków (DLB II 569).
- 1497 Jan Olbracht nadaje Pawłowi z Chotczy chorążemu lub. dobra Jana Borszy z Drzewczy i Witoszyna, skonfiskowane za niestawienie się na wyprawę[69].
- 1456 w Acta Officialia Lublinensis zapisano, że uprawia się tu tatarkę[54].
- 1531-3 z ksiąg poborowych wiadomo, że pobór z części Katarzyny Drzewieckiej 2 łanów kmiecych z części Sulimy 2, lub 1 łan kmiecy.Szlachta bez kmieci: Mikołaj Nakonieczka 1/2, lub 1/4 łana, Abraham Borsza 1/2 łana, Stanisław Imram 1/2 łana Stanisław Borsza 1/2 łana, Marcin Borsza 1/4 łana Feliks i Jan Borsza 1/4 łana, Aleksy Borsza 1/2 łana, Wojciech Imram 1/4 łana, Kanimir Niebrzegowski 1/2 łana, Stanisław Niebrzegowski 1/2 łana.
- 1533 Andrzej Lenczy 1/4 łana (Rejestr Poborowy).

## Dziesięciny
- 1450 Kazimierz Jagiellończyk postanawia, aby szlachta ze wsi Piotrowice, Bronice, Boguchwałowice odnosiła placki wielkanocne do święcenia plebanowi wąwolnickiemu do Drzewczy[70].
- 1456 dziesięcinę dowożą plebanowi wąwolnickiemu[54]
- 1470-80 dziesięcinę z całej wsi wartości do 15 grzywien dowożą plebanowi wąwolnickiemu (Długosz L.B. t.II s.569).
- 1529 dziesięcina jak wyżej opisano w wynmiarze 11 grzywien (Liber Retaxationum 440).

## Badania archeologiczne
Badania archeologiczne prowadzone ne terenie wsi wykazały wczesnośredniowieczną jamę zasobowa, co potwierdza istnienie osadnictwa na tym terenie we wczesnym średniowieczu.